# Leah Fortune
Leah Lynn Gabriela Fortune, conosciuta semplicemente come Leah (San Paolo, 13 dicembre 1990), è un'allenatrice di calcio ed ex calciatrice brasiliana.

## Carriera

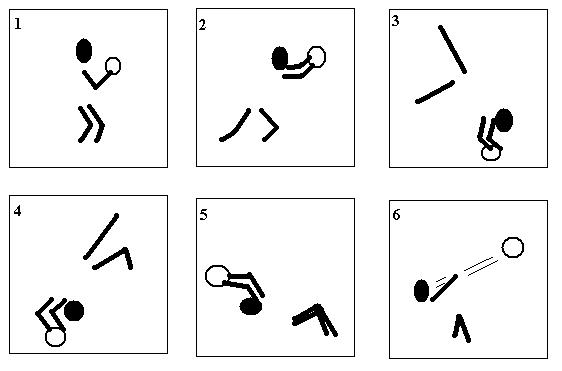
Uno schema della rimessa laterale con piroetta di Leah

Nata in Brasile, ma negli Stati Uniti da quando aveva due anni, Leah ha la doppia cittadinanza brasiliana e statunitense.
Per il calcio, ha optato per il Brasile, con cui ha giocato nelle nazionali giovanili under 18 e under 20 (con quest'ultima è stata convocata per i mondiali del 2008 in Cile), per poi esordire con la maglia della nazionale maggiore.
Una caratteristica che l'ha resa famosa sono le rimesse laterali effettuate dopo aver compiuto una spettacolare piroetta grazie alla quale può lanciare il pallone con maggiore potenza.